# Octroi de mer
L'octroi de mer est une taxe française  instaurée sous l'Ancien Régime, applicable à la plupart des produits importés ou non, en vigueur dans certaines régions d'outre-mer françaises. Cet octroi a été perçu dès 1670 dans la « colonie de Martinique ».

## Principe
« Le principe même de l'octroi de mer est la taxation de biens importés, pour partie non substituables avec des biens produits localement, ou correspondant à une offre locale limitée et ne pouvant satisfaire la demande intérieure. En outre, l'octroi de mer est supposé permettre aux entreprises de consolider leur position sur le marché local, de dégager des marges de manœuvre pour investir et exporter davantage vers le marché de l'Union. »

— Ministère de l'Économie et des Finances
L'octroi de mer est une ressource financière essentielle des communes et collectivités locales dont le conseil régional ou la collectivité territoriale (selon le régime de la région d'outremer concernée) décide des produits taxés et du niveau de taxation, dans les limites fixées par la Décision du Conseil no 2004/162/CE du 10 février 2004.
L'octroi de mer est perçu par l'administration des douanes ou, pour les colis postaux et depuis le 1er février 2022, directement par La Poste,.
La recette s'élève à près d'un milliard d'euros par an (tous DOM confondus). En Martinique, l'octroi de mer représente 48 % des rentrées fiscales des communes de moins de 10 000 habitants et 37 % de celles des communes de plus de 10 000 habitants,. Les conseils régionaux peuvent y adjoindre un « octroi de mer régional » perçu au profit de la région (maximum légal à 2,5 %).
Par ses exonérations spécifiques, le but de l'octroi de mer est de créer une distorsion fiscale afin de protéger la production locale de la concurrence extérieure,. Les produits non importés devraient donc en être exemptés. Certains biens, comme des matières premières ou des équipements sanitaires, peuvent bénéficier d'un régime de dérogation. L'article 2 de la loi exempte les personnes dont le chiffre d'affaires annuel relatif à leur activité de production est inférieur à 300 000 euros. L'octroi de mer ne fait pas de différence entre les produits importés depuis le reste de la France ou depuis l'étranger.
La loi régissant l'octroi de mer prévoit la cohabitation d'un régime général et de trois listes annexes de produits bénéficiant d'une taxation spécifique. Ces listes sont propres à chaque région, et sont classées suivant trois lettres, A, B et C, listant les produits pour lesquels l'écart de taxation ne peut dépasser respectivement 10, 20 et 30 points de pourcentage,. Toute la documentation officielle est disponible avec le mot-clé « octroi de mer » sur la DataDouane.

## Histoire
L'octroi de mer constitue un impôt très ancien, vieux de plusieurs siècles,, qui, à l'origine, taxait à leur arrivée tous les produits arrivant dans les DOM par la mer. Ce régime fiscal est conservé lors de la départementalisation.
Cette taxe s'est appliquée uniquement aux produits importés jusqu'à la loi de 1992, prise en application d'une décision du Conseil européen du 22 décembre 1989, qui a étendu la taxation aux productions locales pour mettre en conformité cette taxe avec le principe de non-discrimination contenu dans l'Acte unique européen de 1986.
Cette loi de 1992 a déterminé les modalités du régime fiscal de l'octroi de mer pour dix ans, laissant en particulier aux régions la possibilité d'accorder des exonérations de la taxe aux productions locales pour des motifs de développement économique soumises à l'accord de la Commission européenne. Devant arriver à expiration le 31 décembre 2002, ces modalités ont néanmoins été prorogées d'une année à la demande expresse de la ministre de l'Outre-Mer.
Le 17 décembre 2003, la Commission européenne se prononce en faveur du maintien de ce régime pour une durée de dix ans. En 2004, ce régime a pu ainsi être consolidé pour dix ans par la loi du 2 juillet 2004 relative à l'octroi de mer qui autorise des écarts de taxation au bénéfice des productions locales dans des conditions fixées par une décision du Conseil de l'Union européenne du 10 février 2004 et aménage la répartition du produit de la taxe entre les collectivités bénéficiaires. Ce texte a été complété par le décret d'application no 2004-1550 du 30 décembre 2004 relatif à l'octroi de mer, publié au Journal officiel et entré en vigueur le 1er janvier 2005.
Le régime est modifié en 2015 en application de la décision du Conseil no 940/2014/UE pour un nombre limité de produits.
L'octroi de mer est soumis en 2018 à une question prioritaire de constitutionnalité soulevée par la Cour de cassation, à la suite d'un procès intenté par deux entreprises de Martinique et Guadeloupe. Le Conseil constitutionnel confirme le 7 décembre 2018 la validité de cette loi.
En 2024, la Cour des comptes propose une refonte de ce dispositif fiscal, supprimé en France hexagonale en 1943, mais qui fournit près d'un tiers des recettes des collectivités locales d'Outre-mer.
Dans un contexte d'inflation généralisée, notamment après celle de 2021-2023, et dans le cadre des manifestations contre la vie chère en Martinique en 2024, cet impôt est critiqué et remis en question, car supposé influer à la hausse l'indice des prix à la consommation et réduit le pouvoir d'achat de la population dans cette collectivité.

## Enjeux
Dans le cadre des discussions commerciales menées avec l'Union européenne au nom de La Réunion, l'octroi de mer est considéré par les autres pays comme un obstacle à la concurrence. En 2020 et 2021, le gouvernement français souhaite maintenir le dispositif d'octroi de mer pour sept années supplémentaires, malgré l'opposition européenne. En 2021, une nouvelle décision du Conseil prolonge à nouveau l'octroi de mer pour la période 2022-2027.
Selon la Cour des comptes (mars 2024) l'octroi de mer contribue « à la hausse des prix pour de nombreux biens de première nécessité, non produits dans les départements et régions d'outre-mer, ou produits dans une proportion limitée » et a « pour effet de maintenir une dépendance aux importations pour garantir un certain niveau de ressources fiscales aux collectivités locales », mais selon un autre rapport publié en janvier 2025 par le cabinet Action publique conseil (APC) missionné par l'AMF et l'ACCD'OM pour préparer les discussions avec l’État qui envisage de supprimer cet octroi, et pour préparer le comité interministériel aux Outre-Mer (Ciom) prévu au printemps 2025), cet octroi ne contribue que marginalement à la vie chère (« 4,4 % du prix final des produits importés en Outre-Mer [sachant que les écarts de prix avec la métropole vont de 9% à La Réunion à 16% en Guadeloupe, avec des pics allant jusqu'à 40% sur les produits alimentaires entre mars et octobre 2024 selon l'Insee ] alors qu'il correspond à une part importante des recettes des collectivités (...). L'étude souligne aussi des failles dans le calcul de cette taxe et avance des pistes de réformes ») ; le coût de la vie en outre-mer venant plutôt de l'« "ultrapériphéricité" (éloignement, insularité) » de ces territoires et du caractère très concentré de ces marchés locaux.
Selon le consultant Christophe Girardier, l'écart entre les prix en métropole et en outre mer a bondi de 30% en sept ans pour atteindre 37%, en raison de la dominance du groupe  GBH (Groupe Bernard Hayot) qui en 2020 a acheté Vindémia (qui réunit à La Réunion, et Mayotte, mais aussi à Madagascar et Maurice, tous les magasins Casino (Jumbo, Score, Vival…) ; un rachat validé par l'Autorité de la concurrence qui avait alors estimé  que les engagements de GBH (cession de plusieurs hypermarchés et supermarchés...) suffisants. De plus, « les écarts de revenus des habitants sont de 28% avec la métropole mais avec des inégalités importantes entre les "in" (les fonctionnaires et les cadres du privé) et les "out", les "exclus du système", souvent éloignés du marché du travail (...)Aujourd'hui, le marché de la distribution à La Réunion, qui pèse pour 2,7 milliards d'euros, est entre les mains de deux acteurs qui représentent les deux tiers du total. Une concentration qui ne favorise "ni les pratiques de prix raisonnables ni la diversité de l'offre". ».

## Seuil d'assujettissement
Le montant du seuil d'assujettissement des personnes est fixé à 550 000 € de chiffre d'affaires de production (Décret no 2023-1042 du 16 novembre 2023)

## Taux
Les produits taxés et le niveau des taxes sont fixés localement par les régions ou collectivités uniques.

### Guadeloupe
L'octroi de mer en Guadeloupe, qui se divise en 21 sections, 98 chapitres et 485 pages, est de 7 % en moyenne.

### Guyane
Pour la Guyane, les taux sont les suivants, :
| Produits       | Produits                                                                                                | Production locale    | Production externe  |
| -------------- | --- | -------------------- | ------------------- |
| Régime général | Régime général                                                                                          | 15 % (+OMR 2,5 %)    | 15 % (+OMR 2,5 %)   |
| Annexe A       | Mortiers et bétons, ouvrages en ciment                                                                  | 0 % (+OMR 0 %)       | 8 % (+OMR 2,5 %)    |
| Annexe B       | Aliments pour bétail, produits en plastique, ciments, peintures                                         | 0 % (+OMR 0 %)       | 14 % (+OMR 2,5 %)   |
| Annexe B       | Yaourts, jus de fruits, eaux et boissons gazeuses, sable, cailloux, ponts et éléments de ponts, gravier | 0 % (+OMR 0 %)       | 17,5 % (+OMR 2,5 %) |
| Annexe B       | Poisson congelé, crevettes, riz                                                                         | 0,25 % (+OMR 0,25 %) | 18 % (+OMR 2,5 %)   |
| Annexe C       | Bois brut et première transformation                                                                    | 0,25 % (+OMR 0,25 %) | 28 % (+OMR 2,5 %)   |
| Annexe C       | Rhum | 0 % (+OMR 0 %)       | 27,5 % (+OMR 2,5 %) |

### Martinique
La Martinique dispose de onze taux d'octroi de mer : 0 %, 2 %, 5 %, 7 %, 10 %, 15 %, 20 %, 25 %, 30 %, 40 % (films violents ou pornographiques), 50 % (tabacs).
Ces onze taux sont complétés par trois taux d'octroi de mer régional : 0 %, 1,5 % et 2,5 %,.

### Mayotte
À Mayotte, le taux d'octroi de mer appliqué aux produits connaît plusieurs variantes avec plus de vingt-quatre taux différents. En revanche, le taux d'octroi de mer régional est lui de 2,5 %. Le taux d'octroi de mer régional est plafonné à 2,5 % contrairement au taux d'octroi de mer pour lequel aucune limitation n'a été prévue par la loi. Ainsi, le taux d'octroi de mer appliqué à Mayotte oscille entre 0 % et 130 % en fonction des produits.

### La Réunion
L'octroi de mer est habituellement de 4 % à La Réunion mais il varie fortement selon la nature du produit (entre 0 % et plus de 60 %). S'y ajoute un octroi de mer régional de 2,5 %.

## En droit européen
En 1960, comparé à une taxe douanière, l'octroi de mer a dans un premier temps été considéré comme une taxe produisant des effets équivalents (CJCE).
En 1989, lors de la création de l'Union européenne, de manière temporaire et conditionnelle ce système a été reconduit ,. Le 7 juin 2021, ce système a été reconduit pour la période 2022-2027.
.